# Eric Bell (Fußballspieler, 1929)
Eric Bell (* 27. November 1929 in Manchester; † 22. Juli 2012 ebenda) war ein englischer Fußballspieler. Für die Bolton Wanderers lief er in der First Division auf.

## Sportlicher Werdegang
Bell gehörte zunächst als Amateurspieler Manchester United an, ehe er 1950 in den Profifußball wechselte und sich den von Bill Ridding trainierten Bolton Wanderers anschloss. Als Außenläufer bestritt er bis zu seinem verletzungsbedingten Karriereende 1958 102 Meisterschaftsspiele für den Klub, mit dem er im FA Cup 1952/53 das Endspiel des Pokalwettbewerbs erreichte. In der 55. Spielminute erzielte er dabei gegen den FC Blackpool die zwischenzeitliche 3:1-Führung. Beim auch als „Matthews Final“ bekannten Spiel musste er aufgrund einer bereits zuvor erlittenen Bänderverletzung – Auswechslungen gab es damals noch nicht – jedoch seinen Aktionsradius einschränken und letztlich durch einen Treffer von William Perry in der Nachspielzeit die 3:4-Niederlage hinnehmen. Fünf Jahre später gelang Riddings Mannschaft im Endspiel um den FA Cup 1957/58 durch einen Doppelpack von Nat Lofthouse gegen Manchester United mit einem 2:0-Erfolg der Titelgewinn, Bell wirkte dabei jedoch nicht mehr mit und beendete kurze Zeit später seine aktive Laufbahn.
Nach langjähriger Alzheimer-Erkrankung starb Bell im Sommer 2012 im Alter von 82 Jahren in einem Altersheim im Manchester-Stadtteil Wythenshawe.